# ماري صوفي فردان
ماري صوفي فردان هي ممثلة ومخرجة فرنسية .كانت مقيمة في الكوميدي فرانسيز من عام 2007 إلى عام 2013.

## سيرة شخصية
ولدت لأب كان مدير مصنع وأم كانت مديرة مدرسة حضانة  ، نشأت في الريف بالقرب من غرونوبل.